# Radziechowy
Radziechowy – wieś w Polsce położona w województwie śląskim, w powiecie żywieckim, w gminie Radziechowy-Wieprz.
Przez wieś przepływa potok Wieśnik, który jest częściowo uregulowany.

## Pochodzenie nazwy
Pochodzenie nazwy Radziechowy nie jest jednoznaczne. W jednej wersji wskazuje się pochodzenie tej nazwy od tego, iż zmarłych „radzi tu byli chować” – być może ze względu na fakt, że parafia radziechowska była najstarsza po żywieckiej i rozciągała się aż po granicę w Zwardoniu. Druga, bardziej prawdopodobna wersja wskazuje na wywodzenie się nazwy od imienia Radziesza, Radziecha, Radzicha albo Radzieja. Najprawdopodobniej chodzi o Macieja Radwana ze śląskiego rodu Radwanitów. Nabyli oni tę ziemię i osadzili wieś na prawie polskim (ius polonicae).
| SIMC    | Nazwa         | Rodzaj     |
| ------- | ------------- | ---------- |
| 1065616 | Gruby         | przysiółek |
| 0065732 | Kopiec        | część wsi  |
| 0065749 | Kurysie       | część wsi  |
| 0065755 | Pieronkowie   | część wsi  |
| 0065761 | Stanowie      | część wsi  |
| 0065778 | Stara Karczma | część wsi  |
| 0065784 | U Firlejczyka | część wsi  |
| 0065790 | U Morawca     | część wsi  |
| 0065809 | U Szyposza    | część wsi  |

## Historia
Jest to jedna z najstarszych wsi na Żywiecczyźnie, liczy sobie ok. 600 lat. W kronikach i dokumentach występuje jako arena wielu tragicznych zdarzeń. W roku 1656 podczas potopu szwedzkiego miejscowość została prawie całkowicie spalona, a ludność w dużej części wymordowana.
W latach trzydziestych XX w. miejscowość miała charakter typowo turystyczny i letniskowy, goszczono tu wielu wczasowiczów, nazywanych wówczas letnikami.
W czasie II wojny światowej w 1940 r. niemal cała ludność wsi została wysiedlona w ramach Akcji Saybusch na Lubelszczyznę, wiele budynków zostało zniszczonych.
W roku 1954 odłączono od wsi przysiółek Twardorzeczka, który został osobną wsią i wszedł w obszar administrowany przez Gminę Lipowa.
W latach 1954-1972 wieś była siedzibą gromady Radziechowy. W latach 1975–1998 miejscowość administracyjnie należała do województwa bielskiego.

## Turystyka i sport

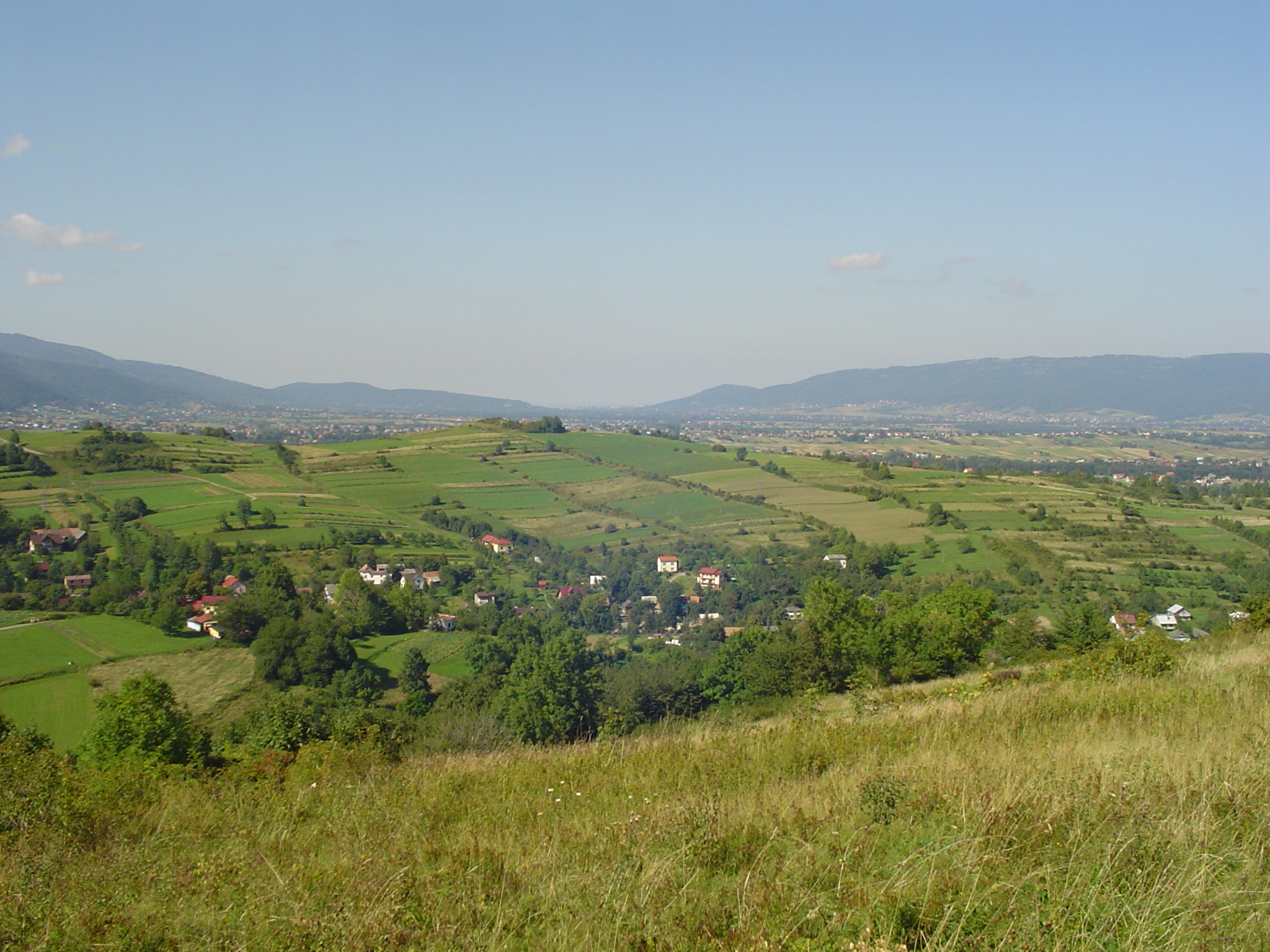
Widok na Radziechowy z Kopą Radziechowską w tle

Radziechowy to miejsce, w którym swe pierwsze kroki stawiają paralotniarze. Na zboczach wzgórz Matyska i Kopa Radziechowska (znana również jako Wapiennik) panują warunki do zapoznawania się z tą dyscypliną sportu, ale również do odbywania rekreacyjnych, krótkodystansowych lotów. Oprócz szybowania można również spróbować jazdy konnej oraz powędrować po górach. W Radziechowach rozpoczyna się szlak  na Halę Radziechowską, z której to można udać się dalej szlakiem  na Baranią Górę lub Skrzyczne.

## Ciekawe obiekty i miejsca

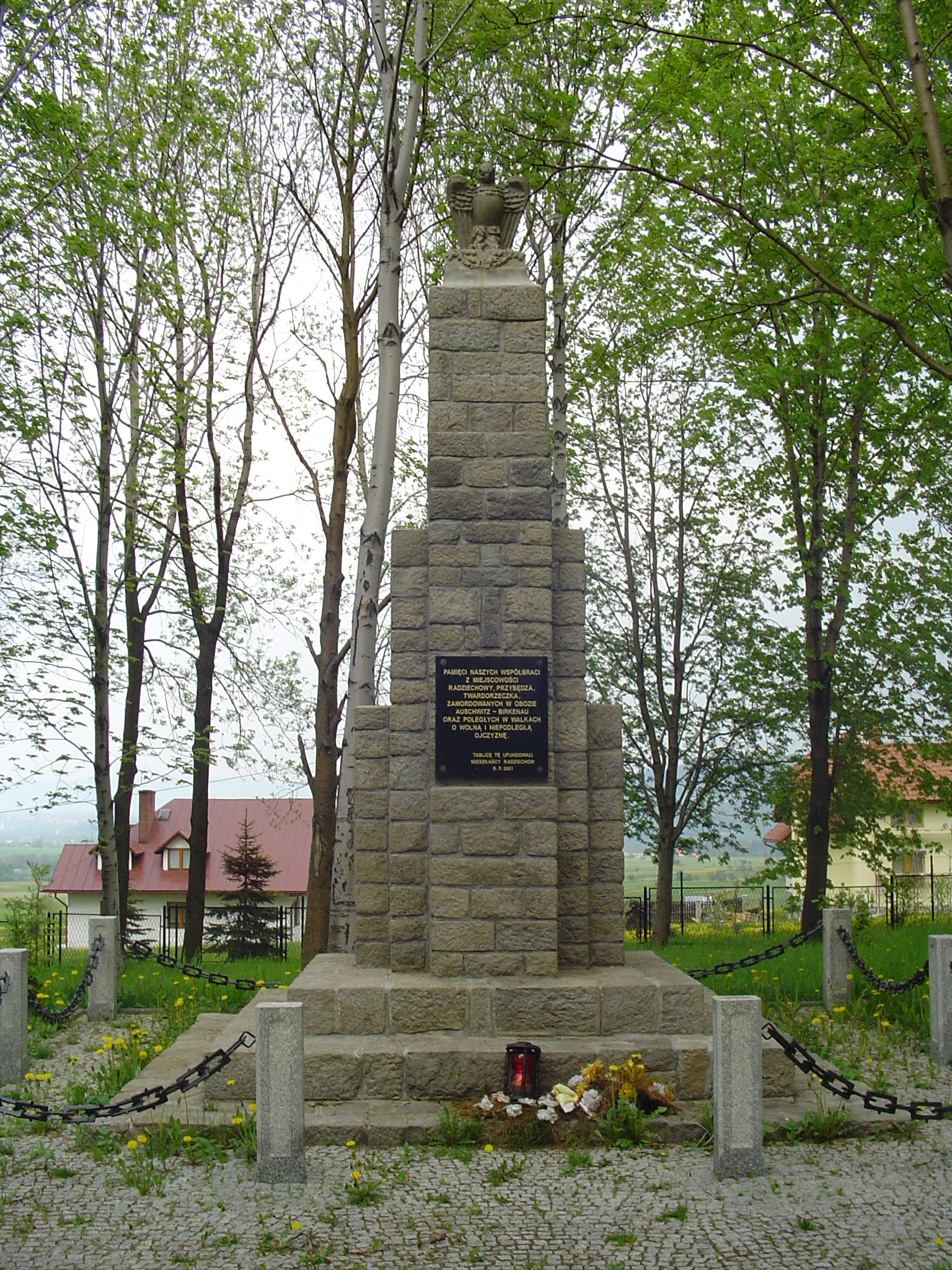
Pomnik ku czci ofiar II wojny światowej na Starym Cmentarzu w Radziechowach

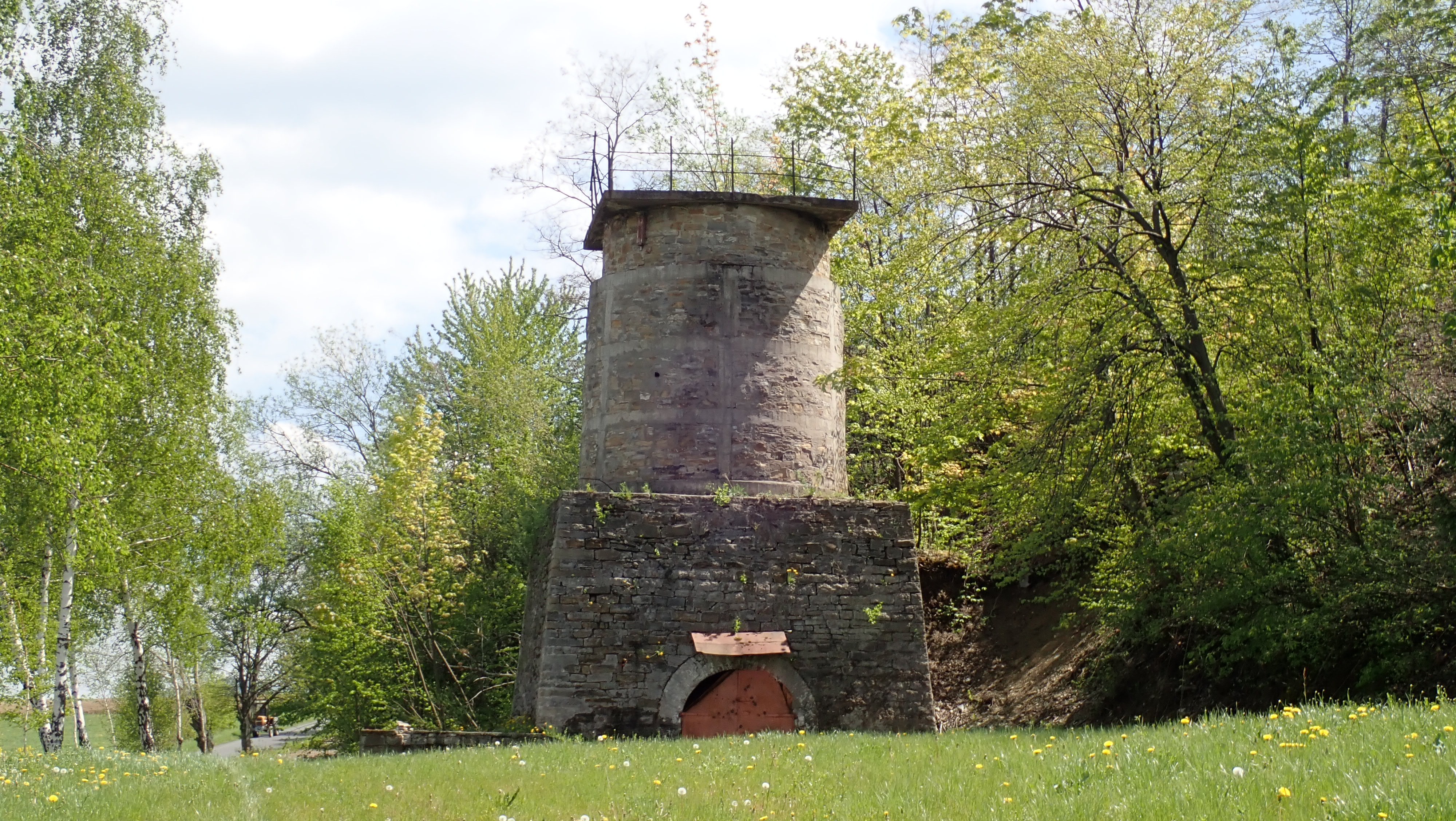
Ruiny pieca wapiennego na północno-wschodnim zboczu Kopy Radziechowskiej.

- Kościół parafialny pw. św. Marcina
- Kaplica „U Dziadka”, gdzie rokrocznie 26 lipca ma miejsce msza w dniu święta św. Anny oraz odpust dzieci
- Krzyż Milenijny na Matysce wraz z drogą krzyżową zwaną Golgotą Beskidów na jej szczyt
- Wapiennik – zabytek przemysłowy (północno-wschodnie zbocze Kopy Radziechowskiej)
- Zespół Szkół im. ks. prał. Stanisława Gawlika w Radziechowach, wcześniej Szkoła Podstawowa w Radziechowach - wybudowana w latach sześćdziesiątych XX wieku w ramach akcji „tysiąc szkół na Tysiąclecie Polski”, w latach siedemdziesiątych dobudowano do niej tzw. „nową szkołę” – w tej części znajduje się obecnie gimnazjum
- Stary Cmentarz – znajduje się tam pomnik ku czci mieszkańców wsi, którzy zostali zamordowani w Auschwitz
- Stare drewniane budynki mieszkalne - przeważnie przy ulicach Głównej i św. Marcina (już stosunkowo rzadkie)
- Drewniane stodoły i inne budynki gospodarcze po wcześniejszych gospodarstwach rolnych – coraz rzadziej używane zgodnie z pierwotnym przeznaczeniem

## Ludzie związani z miejscowością

### Ludzie Kościoła

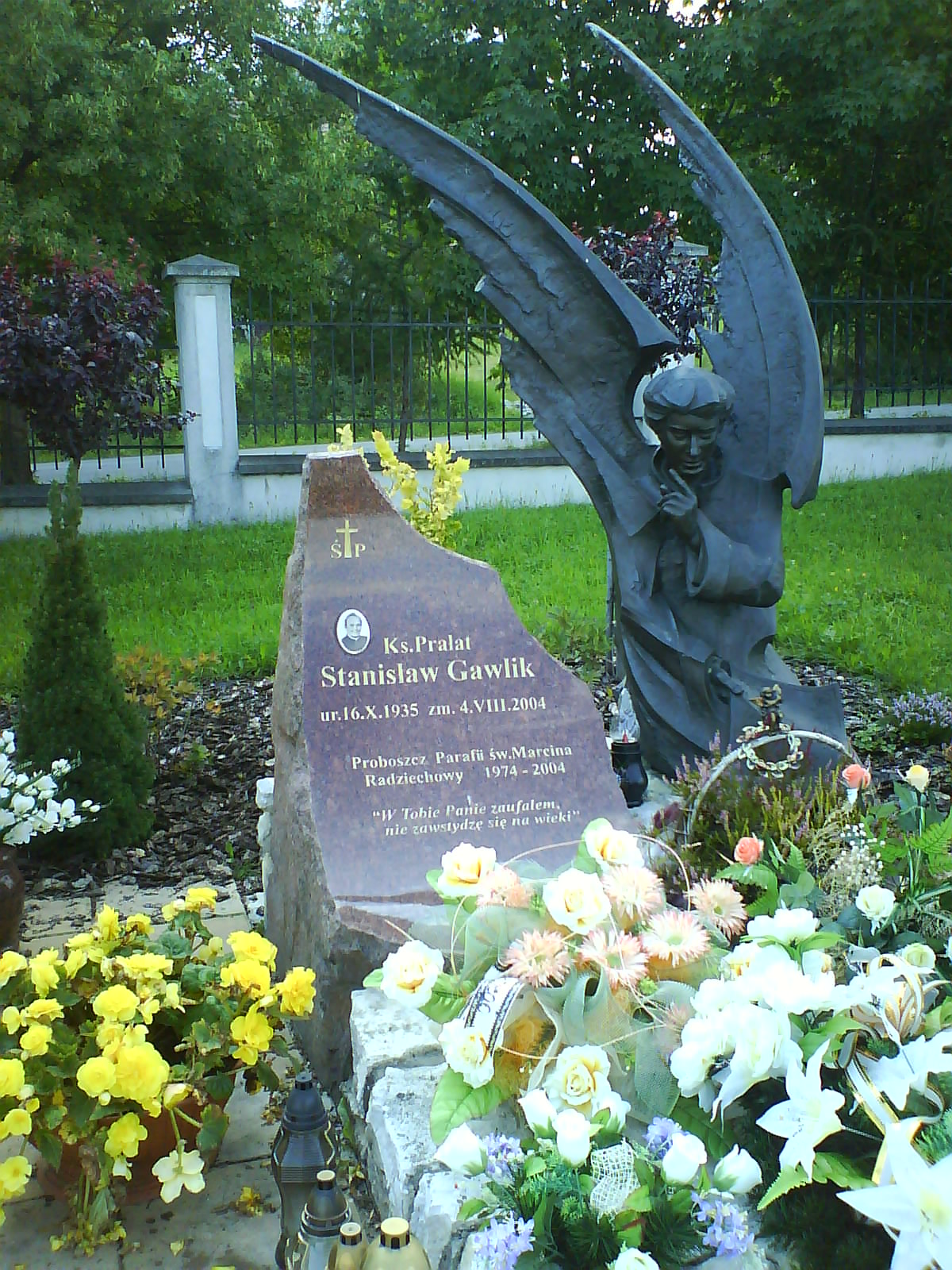
Nagrobek ks. prał. St. Gawlika na cmentarzu w Radziechowach

- ks. Stanisław Gawlik, ur. 16 października 1935 roku w Małej Wsi koło Wieliczki, zm. 4 sierpnia 2004 roku w Radziechowach, proboszcz parafii radziechowskiej w latach 1977–2004, odnowiciel miejscowego kościoła i budowniczy kaplic w Przybędzy i Ostrem. Przez cały okres sprawowania funkcji proboszcza brał udział w licznych przedsięwzięciach związanych z rozbudową infrastruktury Radziechów. W 2000 roku podjął inicjatywę budowy Krzyża Milenijnego na górze Matyska oraz wiodącej na jej szczyt drogi krzyżowej, którą mieszkańcy okolic zwą Golgotą Beskidów. Rok po jego śmierci Zespół Szkół w Radziechowach wybrał go za swego patrona.
- biskup Tadeusz Pieronek, były sekretarz generalny Konferencji Episkopatu Polski, profesor nauk prawnych, urodzony w Radziechowach.

### Ludzie kultury
- Marcin Rozynek, polski wokalista rockowy, autor piosenek, producent muzyczny; mieszkał w Radziechowach i uczęszczał tu do szkoły podstawowej.
- Monika Brodka, piosenkarka; mieszkała w Radziechowach i uczęszczała tu do szkoły podstawowej, później przeprowadziła się do sąsiedniej Twardorzeczki.

### Społecznicy

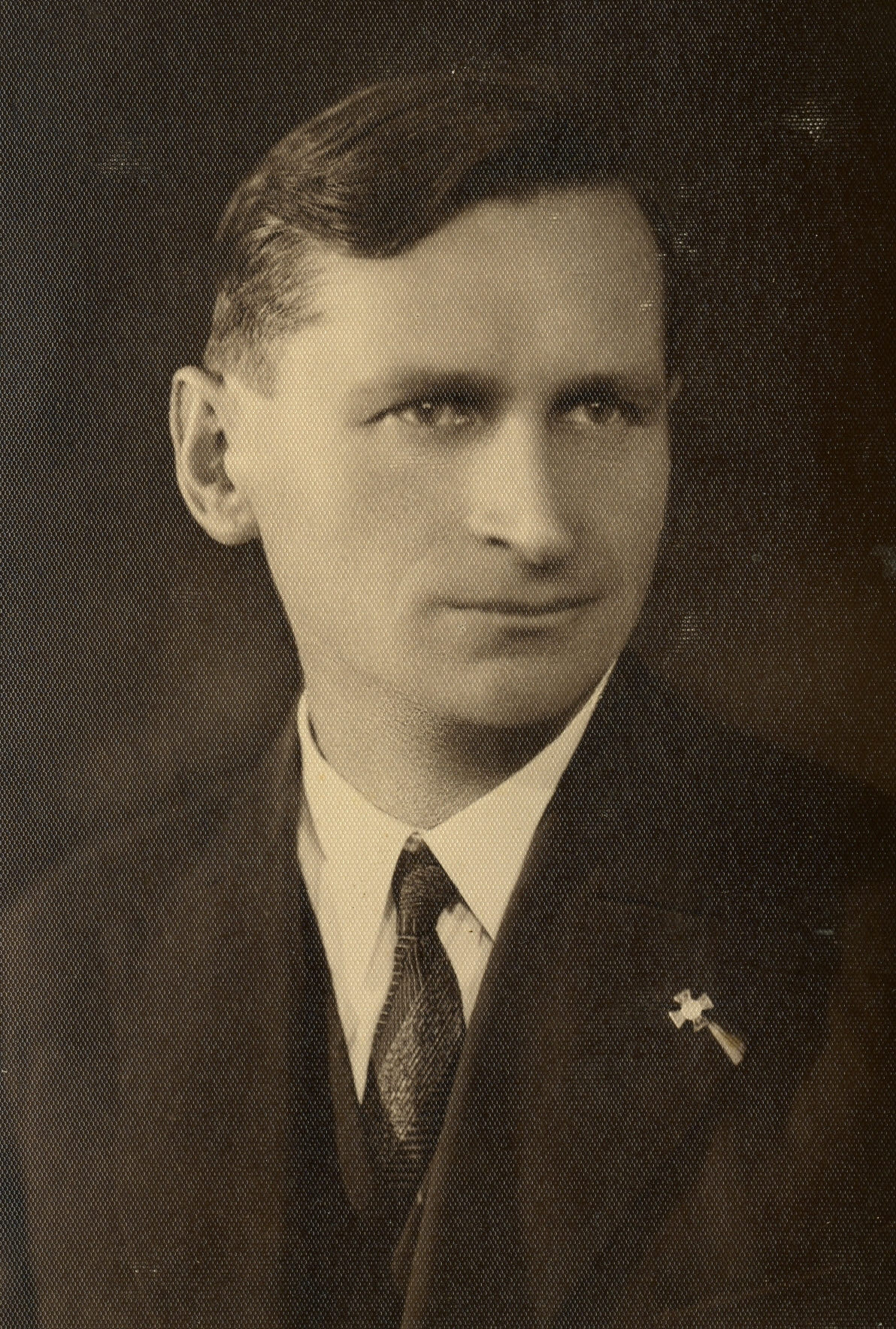
Władysław Pieronek, 1938

- Władysław Pieronek (ur. 17 lipca 1896, zm. 2 października 1974), wójt gminy Zabłocie (w latach 1934–1939), prezes Ogniska Związku Podhalan w Radziechowach (1929–1939), kronikarz radziechowski. We wrześniu 2011 roku odsłonięto na budynku Gminnego Centrum Kultury tablicę upamiętniającą jego postać.

## Ulice w Radziechowach
W roku 2000 wprowadzono w Radziechowach oficjalne nazwy ulic, pozostawiając starą numerację budynków. 

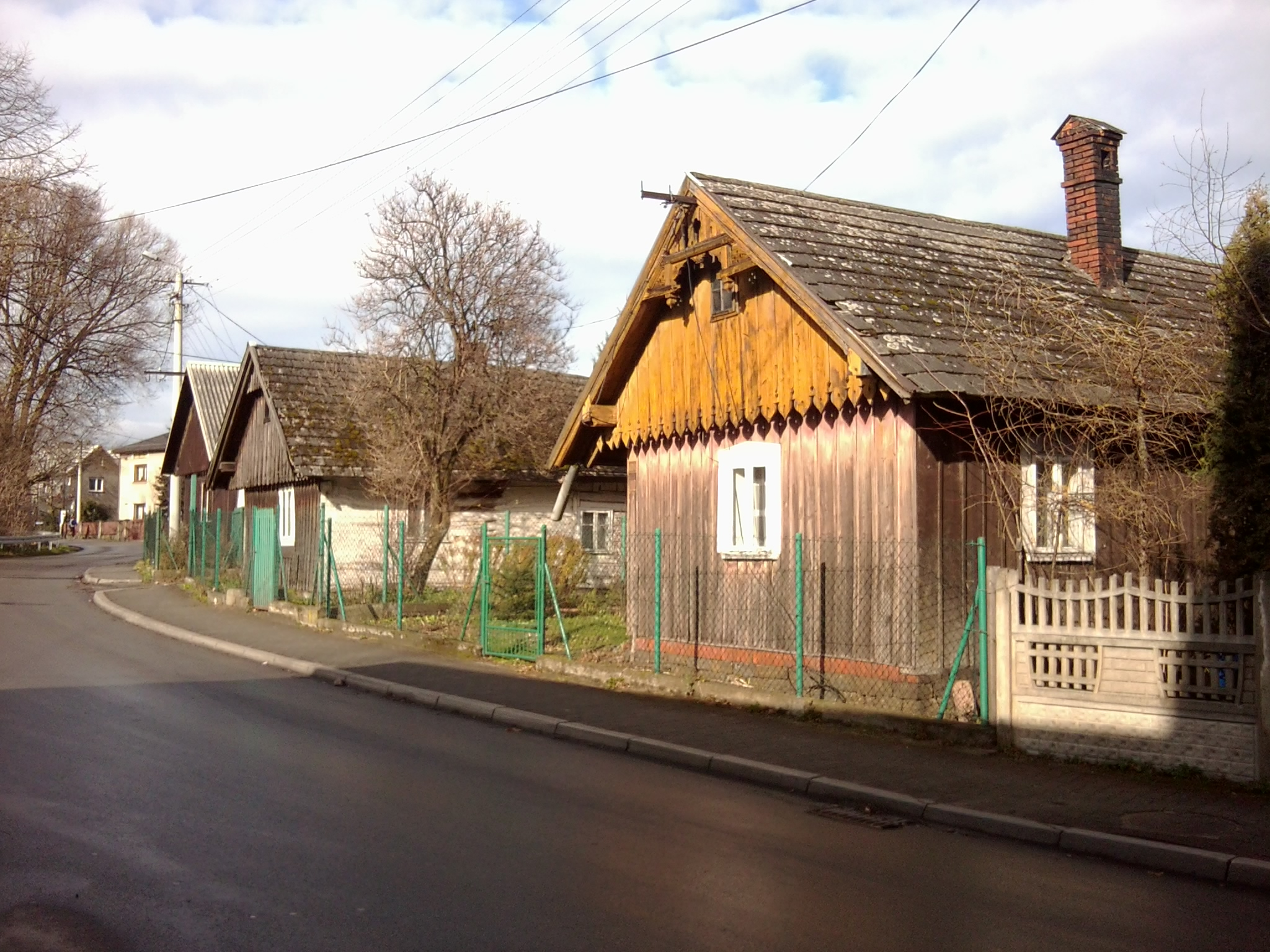
Drewniane domy przy ul. Głównej